# یواس‌اس آر-۱۳ (اس‌اس-۹۰)
یواس‌اس آر-۱۳ (اس‌اس-۹۰) (به انگلیسی: USS R-13 (SS-90)) یک زیردریایی بود که طول آن ۱۸۶ فوت ۲ اینچ (۵۶٫۷۴ متر) بود. این زیردریایی در سال ۱۹۱۹ ساخته شد.